# Pseudhammus rothschildi
Pseudhammus rothschildi är en skalbaggsart som beskrevs av Charles Joseph Gahan 1909. Pseudhammus rothschildi ingår i släktet Pseudhammus och familjen långhorningar. Inga underarter finns listade i Catalogue of Life.